# Bednyje rodstvenniki
Bednyje rodstvenniki (russisk: Бедные родственники, da.: Fattige slægtninge) er en russisk-fransk komediefilm fra 2005 instrueret af Pavel Lungin.

## Medvirkende
- Konstantin Khabenskij som Edik
- Leonid Kanevskij som Baroukh
- Sergej Garmasj som Jasja
- Natalja Koljakanova som Regina
- Esther Gorintin